# Bernd Schwarting
Bernd Schwarting (* 1964 in Stade) ist ein deutscher Maler.

## Leben
1986/1988 studierte Bernd Schwarting Bildende Kunst und Musik an der Carl von Ossietzky Universität Oldenburg. Während dieser Zeit war er bis 1993 als selbstständiger Fotograf tätig. Anschließend nahm Schwarting an der Hochschule für Bildende Künste Dresden ein Malerei- und Grafik-Studium auf. In den Jahren 1995 bis 1998 studierte er Malerei bei Walter Stöhrer an der Hochschule der Künste in Berlin und schloss 1998 sein Studium als dessen Meisterschüler ab. Unter anderem erhielt er 1999 den 1. Preis das Max Ernst Stipendiums der Stadt Brühl und 2000 das Karl-Hofer-Stipendium, Berlin. Im Jahr 2006 erhielt Bernd Schwarting eine Gastprofessur für Malerei an der Hochschule für Angewandte Wissenschaften (Pentiment) in Hamburg.
Bernd Schwarting lebt und arbeitet sowohl in Berlin als auch in Schleswig-Holstein.

## Werk
Bernd Schwarting zaubert reich orchestrierte Farbenpracht, schafft wuchernde Stränge, Blätter und Blütenartige, die das Gemälde wie eine üppige Natur erscheinen lassen. Es sind oft großformatige „Farbschlachten“, deren malerische Vitalität den Betrachter geradezu überfällt. Schwarting malt naturhaft wuchernde Organismen von flammender Intensität und leuchtendem Kolorit: Seine vegetabilen wie auch animalisch anmutenden, eruptiven, teils floralen Elemente erinnern in ihrer Prächtigkeit an trockene, teils verwesende, teils noch im pulsierenden Saft stehende Organe, Blüten, Pilzartige oder Früchte in unterschiedlichsten Mischformen der Phantasie wie auch des scheinbar Realen.

## Auszeichnungen und Stipendien
- 1999: Max-Ernst-Stipendium der Stadt Brühl
- 1999: Sokrates/Erasmus-Stipendium der Academia de Belas-Artes, Lissabon
- 2000: Stipendium der Karl-Hofer Gesellschaft, Berlin
- 2001: Artist in Residence, Edmund Siemers-Stiftung, Hamburg
- 2002: Artist in Residence, Atelieraufenthalt im Handwerksmuseum Ovelgönne
- 2003: Artist in Residence, Publikscentrum voor Beeldende Kunst, Enschede
- 2004: Franz-Josef-Spiegler-Preis, Schloss Mochental
- 2005: Artist in Residence, Schloss Mochental

## Ausstellungen (Auswahl)
- 1996: Malerei Klasse Walter Stöhrer, Universität der Künste, Berlin
- 1997: Malerklasse Walter Stöhrer, Rotes Rathaus, Berlin
- 1999: Das große Format, Galerie im Willy-Brandt-Haus, Berlin
- 2000: Kahleby, Kunsthalle Dominikanerkirche, Osnabrück
- 2001: Stipendiaten 1999–2001 Karl Hofer Gesellschaft, Künstlerwerkstatt Bahnhof Westend, Berlin
- 2002: Kahleby, Marburger Kunstverein (mit Klaus Hack)
- 2003: Malerei Heute, Bayerisches Nationalmuseum, Festung Rosenberg
- 2003: Hommage an Lucas Cranach der Stadt Kronach, Kronach
- 2003: Unheimlich heimlich: Heimat, Forum zeitgenössischer Kunst, Bielefelder Kunstverein, Museum Waldhof
- 2003: Seelenfresser, Publiekscentrum voor Beeldende Kunst, Enschede, Niederlande
- 2004: All about... Berlin 2, Kultfabrik München, white Box e.V.
- 2004: Seelenfresser Kunstverein Brühl
- 2004: Malfluten Kunsthalle Emden, Stiftung Henri und Eske Nannen und Schenkung Otto van de Loo
- 2004: Biennale Europea Arti Visive La Spezia, Costanti Diversita, Premio del golfo, Museo Arte Moderna e Contemporanea, CAMeC, La Spezia, Italien
- 2005: Impulse, Stiftung Schloss Faber Castell, Nürnberg
- 2005: Synthesis, Museum of modern and contemporary Art, The Art Gallery of the Parnassos Literary Society, Athen, Griechenland
- 2005: Greenart.Oldenburg, Elisabeth-Anna-Palais, Landesmuseum für Kunst und Kulturgeschichte, Oldenburg
- 2005: Total floral – Alles saugt und frißt, Kunstraum Akademie der Diözese, Stuttgart/Rottenburg
- 2005: Die kleinen Bilder des Bernd Schwarting, Atelier–Galerie Oberländer, Augsburg
- 2005: Landesmuseum für Kunst und Kulturgeschichte, Oldenburg
- 2006: Who is here Macedonian Museum of Modern Art, Athen, Griechenland
- 2007: Sehnsucht Paradies, Kunsttage Schloss Dornum
- 2007: Tanz mit dem Totentanz, Museum für Sepulkralkultur, Kassel und Oberes Schloss, Siegen
- 2007: Schwarze Welten – Farbige Welten, Neues Museum Weserburg Bremen und Kulturkirche St. Stephani
- 2008: Tanz mit dem Totentanz, Medizinhistorisches Museum, Berlin
- 2008: Inventur – Radierung in Deutschland, Kunstverein Reutlingen
- 2009: Magie der Farbe – Pastose Malerei, Farbmaterie, Farbräume[3] Kunsthalle Dominikanerkirche, Osnabrück, Deutschland (mit u. a. Christiane Conrad, Rudolf Englert, Werner Knaupp, Dieter Krieg, Eugène Leroy, Harry Meyer, Adolphe Monticelli, Rainer Splitt, Theo Wolvecamp)
- 2009: Tanz mit dem Totentanz, St. Annen-Museum, Lübeck
- 2009: Inventur – Radierung in Deutschland, Graphik Museum Picasso, Münster
- 2009: Die Antonia-Clara Bilder, Neues Schloss Kißlegg – Museum Rudolf Wachter, Kißlegg
- 2010: Growing, Flowing, Rolling – Paintings and Sculptures in Motion, Marburg
- 2010: Jahre 10 – 10 Künstler, Marburger Kunstverein
- 2010: Weingarten, Akademie der Diözese Rottenburg-Stuttgart
- 2016: Bernd Schwarting, Bode Galerie & Edition in Nürnberg
- 2019: Alpenbilder – Vorarlberg, Bode Galerie & Edition in Nürnberg